# Переґріни
Переґріни (від лат. peregrinus — іноземець, чужинець) — категорія вільного населення Римської держави яка не мала ані прав римського громадянина, ані прав латинів. Вони служать в допоміжних військах армії, а не легіонів. Вони платять більше податків, ніж громадян, але не мають політичних прав у Римі.
Після Латинської війни 340—338 р. до н. е. з числа переґринів були виключені також особи, які мають латинське громадянство. Спочатку це були жителі союзних Риму, а пізніше і підлеглих римлянам міст Середземномор'я, тобто італіки до Союзницької війни 90-88 років до н. е. і провінціали. Після едикту Каракалли у 212 році, за яким римське громадянство надано практично всім жителям імперії, кількість переґринів значно скоротилася. При Юстиніані ж на положенні переґринів залишилися лише жителі віддалених прикордонних районів Римської імперії.
Перегрін міг придбати римське громадянство для себе і своєї сім'ї виступивши на 25 років в римську армію, або шляхом покупки цінних паперів.